# Beryl Burton
Beryl Burton (Halton, 12 de maio de 1937–Yorkshire, 5 de maio de 1996) foi uma desportista britânica que competiu em ciclismo nas modalidades de pista e estrada, especialista na prova de perseguição.
Ganhou 11 medalhas no Campeonato Mundial de Ciclismo em Pista entre os anos 1959 e 1973.
Em estrada obteve três medalhas no Campeonato Mundial de Ciclismo em Estrada entre os anos 1960 e 1967.

## Medalheiro internacional

### Ciclismo em pista
| Campeonato Mundial | Campeonato Mundial              | Campeonato Mundial | Campeonato Mundial     |
| Ano                | Lugar                           | Medalha            | Competição             |
| ------------------ | ------------------------------- | ------------------ | ---------------------- |
| 1959               | Amsterdão ( Países Baixos)      | Medalha de ouro    | Perseguição individual |
| 1960               | Leipzig ( Alemanha Oriental)    | Medalha de ouro    | Perseguição individual |
| 1961               | Zurique ( Suíça )               | Medalha de prata   | Perseguição individual |
| 1962               | Milão ( Itália)                 | Medalha de ouro    | Perseguição individual |
| 1963               | Rocourt ( Bélgica)              | Medalha de ouro    | Perseguição individual |
| 1964               | Paris ( França)                 | Medalha de prata   | Perseguição individual |
| 1966               | Frankfurt ( Alemanha Ocidental) | Medalha de ouro    | Perseguição individual |
| 1967               | amsterdão ( Países Baixos)      | Medalha de bronze  | Perseguição individual |
| 1968               | Montevideo ( Uruguai)           | Medalha de prata   | Perseguição individual |
| 1970               | Leicester ( Reino Unido)        | Medalha de bronze  | Perseguição individual |
| 1973               | San Sebastián ( Espanha)        | Medalha de bronze  | Perseguição individual |

### Ciclismo em estrada
| Campeonato Mundial | Campeonato Mundial           | Campeonato Mundial | Campeonato Mundial |
| Ano                | Lugar                        | Medalha            | Competição         |
| ------------------ | ---------------------------- | ------------------ | ------------------ |
| 1960               | Leipzig ( Alemanha Oriental) | Medalha de ouro    | Estrada            |
| 1961               | Berna ( Suíça )              | Medalha de prata   | Estrada            |
| 1967               | Heerlen ( Países Baixos)     | Medalha de ouro    | Estrada            |

## Palmarés em pista
- 1959
  - Campeã do mundo em Perseguição
- 1960
  - Campeã do mundo em Perseguição 
  - Campeã britânica em Perseguição
- 1961
  - Campeã britânica em Perseguição
- 1962
  - Campeã do mundo em Perseguição
- 1963
  - Campeã do mundo em Perseguição 
  - Campeã britânica em Perseguição
- 1965
  - Campeã britânica em Perseguição
- 1966
  - Campeã do mundo em Perseguição 
  - Campeã britânica em Perseguição
- 1967
  - Campeã britânica em Perseguição
- 1968
  - Campeã britânica em Perseguição
- 1970
  - Campeã britânica em Perseguição
- 1971
  - Campeã britânica em Perseguição
- 1972
  - Campeã britânica em Perseguição
- 1973
  - Campeã britânica em Perseguição
- 1974
  - Campeã britânica em Perseguição

## Palmarés em estrada
- 1959
  - Campeã do Reino Unido em estrada
- 1960
  - Campeã do mundo em estrada
  - Campeã do Reino Unido em estrada
- 1963
  - Campeã do Reino Unido em estrada
- 1967
  - Campeã do mundo em estrada
- 1968
  - Campeã do Reino Unido em estrada
- 1970
  - Campeã do Reino Unido em estrada
- 1971
  - Campeã do Reino Unido em estrada
- 1972
  - Campeã do Reino Unido em estrada
- 1973
  - Campeã do Reino Unido em estrada
- 1974
  - Campeã do Reino Unido em estrada